# 水戸市立梅が丘小学校
水戸市立梅が丘小学校（みとしりつうめがおかしょうがっこう）は茨城県水戸市姫子一丁目にある共学の公立小学校。
同じく公立小学校である見川小学校と見川中学校とも連携をとって、小中一貫型の教育を目指している。全学年一律して三学期制である。

## 概要
1976年（昭和51年）に設置された。水戸市中部の学校で、学区は姫子、見和である。
創立記念日は校章・校旗の完成と共に11月22日と定められた。
教訓は【うめがおか】であり、それぞれ
- 【うめ】のように生きる人財（時代の魁となる気概をもつ）の育成
- 【が】くりょく向上
- 【お】もいやり
- 【か】らだづくり

を表している。

## 沿革[6]
- 1976年4月 - 水戸市立梅が丘小学校が開校
- 同年7月 - 校章・校旗の制定・完成（11月22日を創立記念日とする）
- 1980年11月 - 創立5周年記念式典の実施、校歌の制定
- 1984年1月 - 「花とほうきの環境美化コンクール」茨城新聞社長賞受賞
- 1985年1月 - 創立10周年記念式典の実施
- 1990年3月 - 学校林「どんぐり山」の命名
- 同年11月 - 創立15周年記念式典の実施
- 1991年4月 - 「特色ある学校づくり」研究推進校に指定
- 1995年10月 - 創立20周年記念式典の実施
- 1996年5月 - 「小学校における英会話等の機会の充実」文部省研究開発校に指定
- 1998年1月 - サイエンスグランプリ学校賞受賞
- 2000年1月 - 創立25周年記念式典の実施
- 2002年3月 - どんぐり山にターザンロープ完成
- 2004年9月 - 動物愛護実践校茨城県保健福祉部長賞の受賞
- 同年11月 - 学校林等活動コンクール県知事賞の受賞
- 2005年6月 - 全国植樹祭学校林等活動全国コンクール 準特選
- 同年11月 - グリーンフェスティバル学校林等コンクール県知事賞の受賞、創立30周年記念式典の実施
- 2006年11月 - 学校関係緑化コンクール学校林等活動の部 特選、豊かな体験活動推進事業「命の大切さを学ばせる体験活動」研究発表会
- 2007年2月 - 校舎大規模改修工事の完了
- 同年6月 - 全国植樹祭学校林等活動全国コンクール 準特選
- 同年9月 - 動物愛護実践校 県知事賞受賞
- 2009年4月 - 緑化推進運動功労者 内閣総理大臣賞受賞
- 2011年11月 - WE LOVE トンボ絵画コンクール小学校中学年の部 環境大臣賞受賞
- 2013年2月 - 第9回全国小学生タグラグビー選手権大会ボウルトーナメント 優勝
- 2014年3月 - 第10回全国小学生タグラグビー選手権大会プレートトーナメント 優勝
- 2015年7月 - 創立40周年記念式典の実施
- 2017年1月 - 第13回全国小学生タグラグビー選手権大会中関東大会 第3位
- 2018年1月 - 第14回全国小学生タグラグビー選手権大会中関東大会 Aチーム 第3位  Bチーム 第4位
- 同年10月 - 水戸市教育委員会小中一貫研究指定（中間発表会）
- 同年11月 - PTA広報紙 日本PTA全国協議会会長賞受賞
- 2019年1月 - 第15回全国小学生タグラグビー選手権大会中関東大会 Aチーム 第3位
- 同年2月 - 第15回全国小学生タグラグビー選手権大会 決勝 出場
- 同年10月 - 水戸市教育委員会指定 見川中学校区 小中一貫教育 最終発表会
- 2020年1月 - 第16回全国小学生タグラグビー選手権大会中関東大会 出場
- 2023年4月 - 県学力向上推進プロジェクト事業「学びのイノベーション推進プロジェクト【社会科】」実践研究校に指定